# Ozarba moldavicola
Ozarba moldavicola là một loài bướm đêm trong họ Noctuidae.